# Козачек, Николай Абрамович
Николай Абрамович Козачек (1926—2008) — полковник Советской Армии, участник Великой Отечественной войны, Герой Советского Союза (1945).

## Биография
Николай Козачек родился 26 августа 1926 года в селе Наталовка (ныне — Новоград-Волынский район Житомирской области Украины). После окончания девяти классов школы работал ездовым в колхозе. В феврале 1944 года Козачек был призван на службу в Рабоче-крестьянскую Красную Армию. С октября того же года — на фронтах Великой Отечественной войны. Принимал участие в боях на 1-м Украинском и 1-м Белорусском фронтах, был ранен. К январю 1945 года гвардии красноармеец Николай Козачек был наводчиком противотанкового ружья 177-го гвардейского стрелкового полка 60-й гвардейской стрелковой дивизии 5-й ударной армии 1-го Белорусского фронта. Отличился во время освобождения Польши.
15 января 1945 года Козачек в составе своего батальона, находившегося на правом фланге полка, участвовал в отражении немецких танковых и пехотных контратак. В тех боях он подбил три самоходные артиллерийские установки, а затем, поднявшись в атаку, ворвался в близлежащее село и автоматным огнём уничтожил 9 немецких солдат.
Указом Президиума Верховного Совета СССР от 27 февраля 1945 года за «мужество и героизм, проявленные в бою при освобождении Польши» гвардии красноармеец Николай Козачек был удостоен высокого звания Героя Советского Союза с вручением ордена Ленина и медали «Золотая Звезда» за номером 5644.
После окончания войны Козачек продолжил службу в Советской Армии. В 1949 году он окончил Военно-морское училище связи, в 1964 году — Харьковское военное авиатехническое училище. В декабре 1976 года в звании подполковника Козачек был уволен в запас, в 2000 году ему было присвоено звание полковника запаса. Проживал в Ейске. Умер 28 сентября 2008 года, похоронен на Ейском городском кладбище.
Был также награждён орденом Отечественной войны 1-й степени и рядом медалей. Почётный гражданин города Новоград-Волынский.